# Xiwu (köpinghuvudort i Kina, Shaanxi, lat 34,30, long 108,57)
Xiwu (kinesiska: 西吴, 西吴镇) är en köpinghuvudort i Kina. Den ligger i provinsen Shaanxi, i den nordvästra delen av landet, omkring 31 kilometer väster om provinshuvudstaden Xi'an. Antalet invånare är 36 137. Befolkningen består av 17 497 kvinnor och 18 640 män. Barn under 15 år utgör 17,0 %, vuxna 15-64 år 73 %, och äldre över 65 år 8,0 %.
Runt Xiwu är det tätbefolkat, med 442 invånare per kvadratkilometer. Närmaste större samhälle är Xianyang, 13,3 km öster om Xiwu. Trakten runt Xiwu består till största delen av jordbruksmark.
Genomsnittlig årsnederbörd är 669 millimeter. Den regnigaste månaden är september, med i genomsnitt 149 mm nederbörd, och den torraste är december, med 1 mm nederbörd.